# Jalal Kameli Mofrad
Jalal Kameli Mofrad (en persa: جلال كاملی مفرد‎, Shadegan, Irán; 15 de mayo de 1981) es un exfutbolista iraní que jugaba en la posición de defensa.

## Carrera

### Club
| Periodo   | Club                     | Apariciones | Goles |
| --------- | ------------------------ | ----------- | ----- |
| 1998-2012 | Foolad FC                | 270         | 0     |
| 2006-2007 | Esteghlal Ahvaz (cedido) | 24          | 0     |
| 2012–2013 | Paykan FC                | 22          | 1     |

### Selección nacional
Jugó para Irán en 29 ocasiones de 2002 a 2007 y anotó un gol, ganó la medalla de oro en los Juegos Asiáticos de 2002 y el Campeonato de la WAFF 2004, y participó en la Copa Asiática 2004.

## Logros

### Club
- Iran Pro League (1): 2003-04

### Selección nacional
- Juegos Asiáticos (1): 2002
- Campeonato de la WAFF (1): 2004